# موريس موليناري
موريس موليناري (بالإيطالية: Morris Molinari)‏ هو لاعب كرة قدم إيطالي في مركز الدفاع، ولد في 4 أبريل 1975 في أدينة في إيطاليا. لعب مع نادي أسكولي ونادي أودينيزي ونادي تريستينا ونادي تيرامو ونادي ريجيانا 1919 ونادي ساليرنيتانا ونادي سودتيرول ونادي فروسينوني ونادي مونزا ويوفي ستابيا.

## وصلات خارجية
- موريس موليناري على موقع قاعدة بيانات كرة القدم.إي يو (الإنجليزية)
- موريس موليناري على موقع عالم كرة القدم.نت (الإنجليزية)